# Damernas solo i konstsim vid olympiska sommarspelen 1988
Damernas solo i konstsim vid olympiska sommarspelen 1988 i Seoul, Sydkorea, avgjordes den 30 september 1988. Kanada vann tävlingen.

## Medaljörer
| Gren | Guld                 | Silver          | Brons               |
| Solo | Carolyn Waldo Kanada | Tracie Ruiz USA | Mikako Kotani Japan |

## Resultat

### Final
| Placering | Konstsimmare                | Totalpoäng |
| --------- | --------------------------- | ---------- |
|           | Carolyn Waldo (CAN)         | 200,150    |
|           | Tracie Ruiz (USA)           | 197,633    |
|           | Mikako Kotani (JPN)         | 191,850    |
| 4         | Muriel Hermine (FRA)        | 190,100    |
| 5         | Karin Singer (SUI)          | 185,600    |
| 6         | Nicola Shearn (GBR)         | 181,933    |
| 7         | Khristina Falassinidi (URS) | 180,650    |
| 8         | Gerlind Scheller (FRG)      | 175,983    |